# Polisportiva Comunale Almennese Atalanta Femminile 2011-2012
Questa voce raccoglie le informazioni riguardanti la Polisportiva Comunale Almennese Atalanta Femminile nelle competizioni ufficiali della stagione 2011-2012.

## Stagione
Nel campionato di Serie A2 2011-2012 il club terminò al 6º posto.

In Coppa Italia fu eliminata al primo turno dal Mozzanica 8-0.

## Rosa
| N. |                   | Ruolo | Calciatrice       |
| -- | ----------------- | ----- | ----------------- |
|    | Italia (bandiera) | P     | Margherita Salvi  |
|    | Italia (bandiera) | P     | Clara Carminati   |
|    | Italia (bandiera) | D     | Alessia Bonati    |
|    | Italia (bandiera) | D     | Marta Brasi       |
|    | Italia (bandiera) | D     | Charlene Fenaroli |
|    | Italia (bandiera) | D     | Eleonora Piacezzi |
|    | Italia (bandiera) | D     | Chiara Poeta      |
|    | Italia (bandiera) | D     | Valeria Rossi     |
|    | Italia (bandiera) | C     | Chiara Barcella   |

| N. |                   | Ruolo | Calciatrice        |
| -- | ----------------- | ----- | ------------------ |
|    | Italia (bandiera) | C     | Alessandra Caio    |
|    | Italia (bandiera) | C     | Debora Fragni      |
|    | Italia (bandiera) | C     | Miriam Pirovano    |
|    | Italia (bandiera) | C     | Anna Santus        |
|    | Italia (bandiera) | C     | Giulia Spini       |
|    | Italia (bandiera) | A     | Chiara Agostinelli |
|    | Italia (bandiera) | A     | Valentina Giacinti |
|    | Italia (bandiera) | A     | Alessia Pandolfi   |
|    | Italia (bandiera) | A     | Roberta Picchi     |

## Risultati

### Coppa Italia

#### Primo turno
| 25 settembre 2011, ore 15:30 (CEST) | Atalanta | 0 – 8 | Mozzanica |  |

## Fonti ufficiali
- Divisione Calcio Femminile, comunicati ufficiali conservati dal sito lnd.it.